# سفارة دولة فلسطين لدى السعودية
سفارة دولة فلسطين لدى السعودية هي الممثلية الدبلوماسية العُليا لدولة فلسطين لدى المملكة العربية السعودية. تقع السفارة في حي السفارات في الرياض. يشغل باسم الآغا منصب السفير منذ سبتمبر 2013.

## القنصلية العامة
لدولة فلسطين قنصلية عامة مقرها في مدينة جدة.